# Cobitis hellenica
Cobitis hellenica је зракоперка из реда Cypriniformes и фамилије Cobitidae.

## Угроженост
Ова врста се сматра угроженом.

## Распрострањење
Ареал врсте је ограничен на једну државу. 
Грчка је једино познато природно станиште врсте.

## Станиште
Станишта врсте су речни екосистеми и слатководна подручја.